# Église Saint-Martin d'Aujac
L'église Saint-Martin est une église catholique située à Aujac, en France.

## Localisation
L'église est située dans le département français de la Charente-Maritime, sur la commune d'Aujac.

## Historique
Une première église est construite au 11e siècle, puis reconstruite au 12e (nef et portail nord).
Le chœur date du 13e siècle.
A compter du 15e siècle, de nombreux remaniements sont réalisés [1].
En 1933, une forte tempête emporte la charpente du clocher, lequel est pourvu alors d'une couverture en béton armé [2].

## Protection
L'édifice est inscrit au titre des monuments historiques en 2006 et classé en 2006.

## Galerie de photos

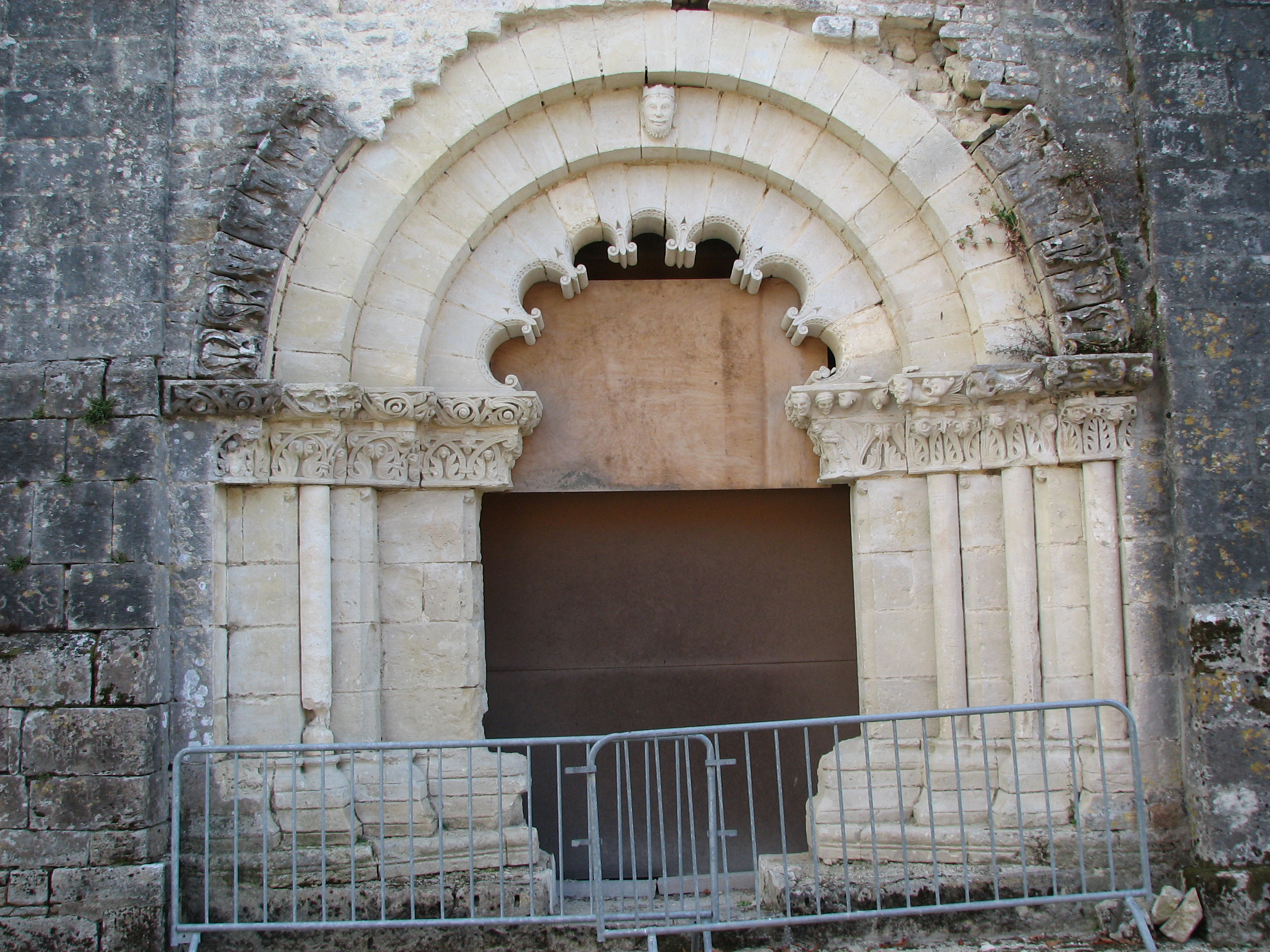
L'entrée actuelle de l'édifice.
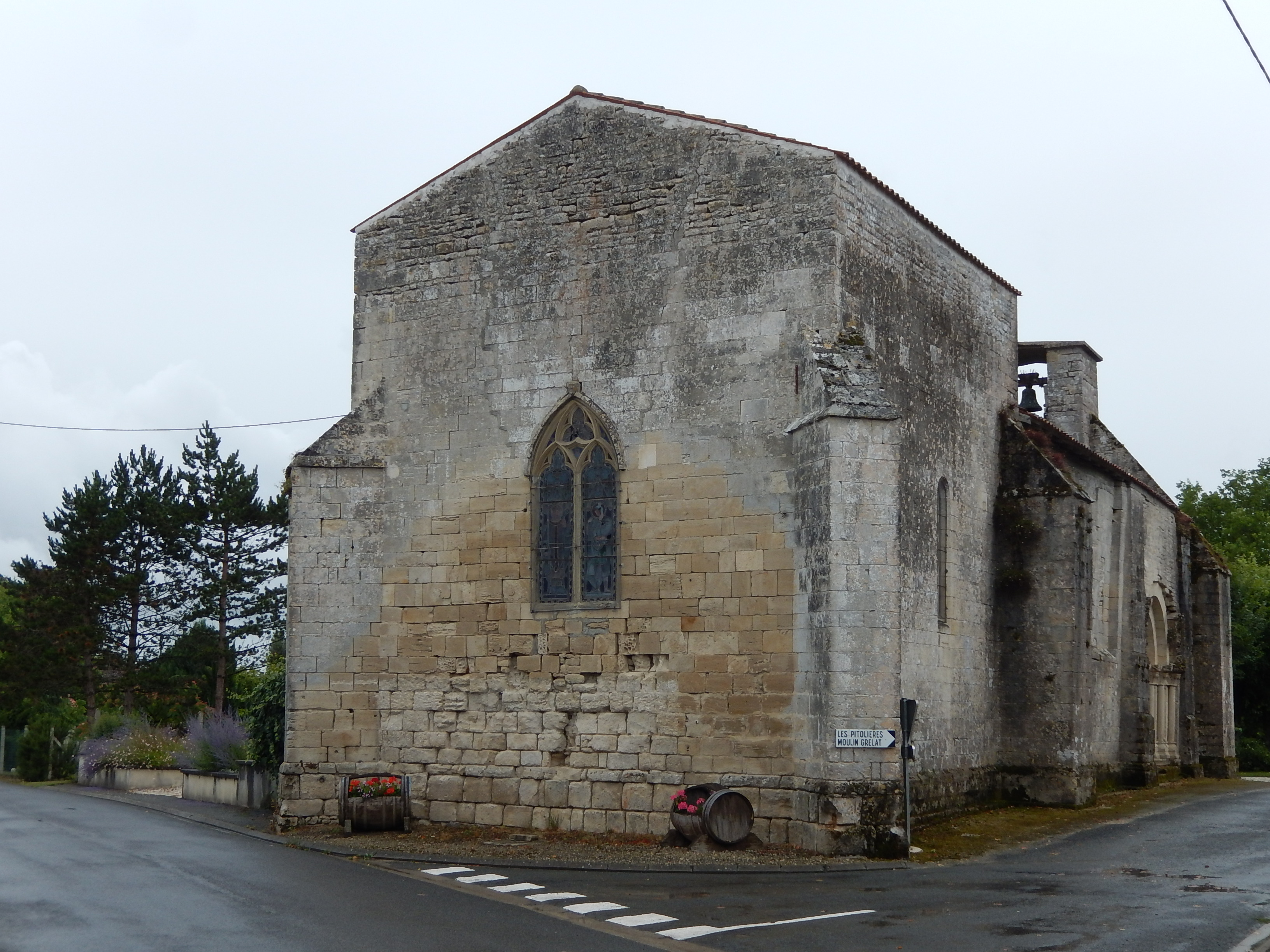
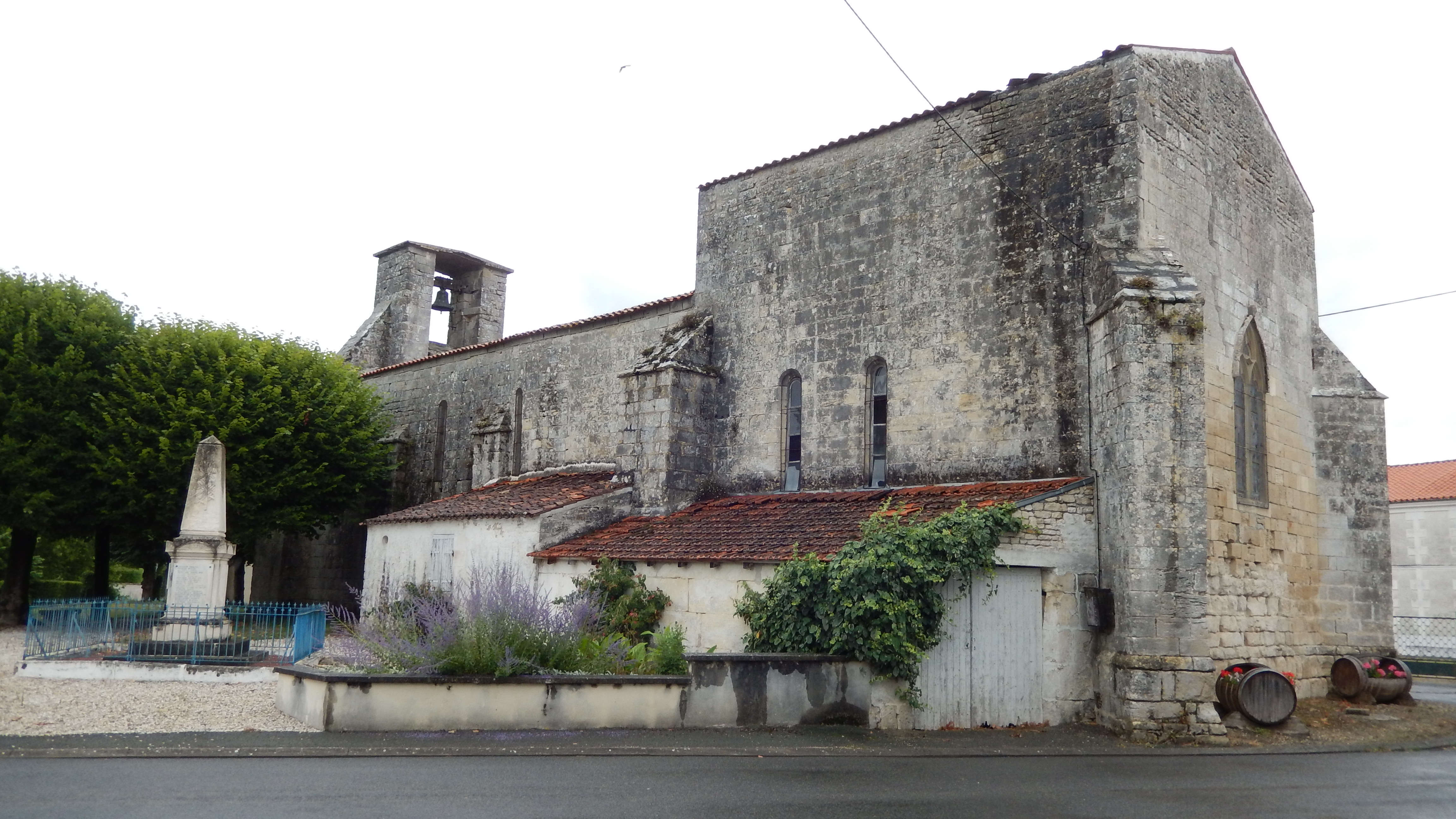